# Margarete Köstlin-Räntsch

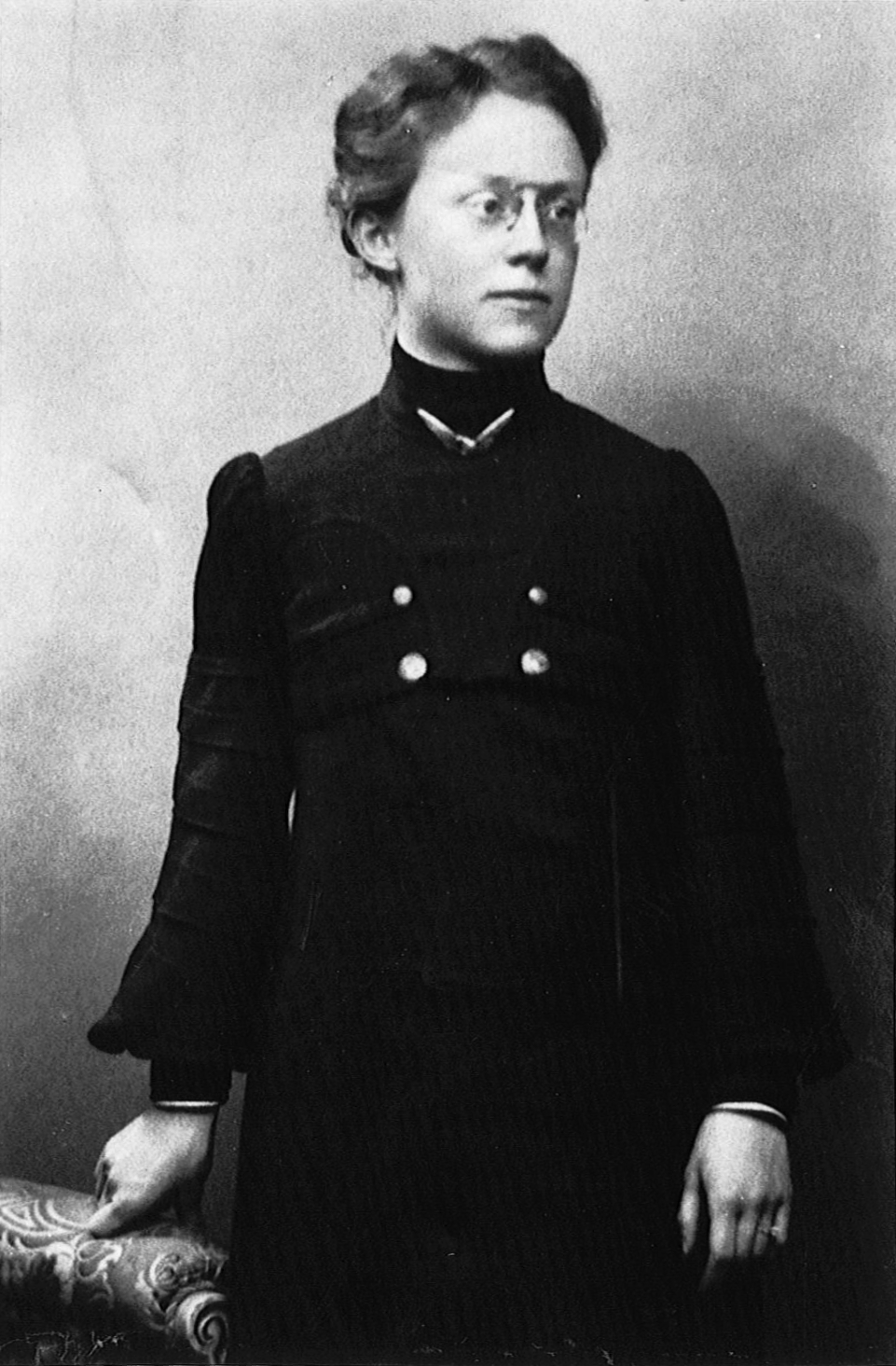
Margarete Köstlin-Räntsch

Margarete Köstlin-Räntsch (geboren als Agnes Elise Margarethe Donner; * 18. November 1880 in Berlin; † Sommer 1945 in Wargenau, Ostpreußen) war eine der ersten Ärztinnen Deutschlands. Ihr drittes Kind war die Pilotin und Unternehmerin Beate Uhse.

## Familie

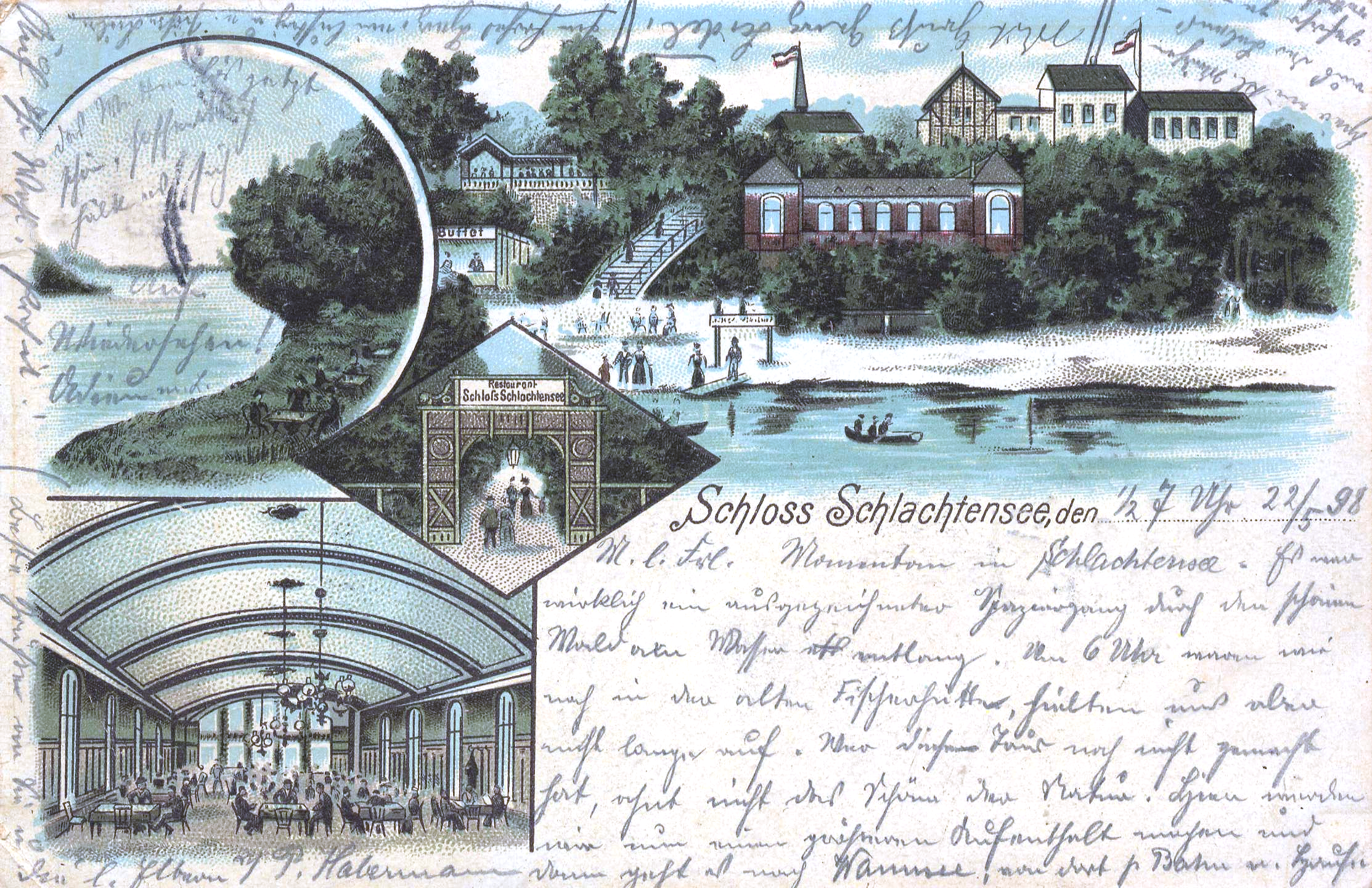
Restauration „Schloss Schlachtensee“ auf einer zeitgenössischen Postkarte aus dem Jahr 1898, Familienbesitz Fritz Räntsch Erben

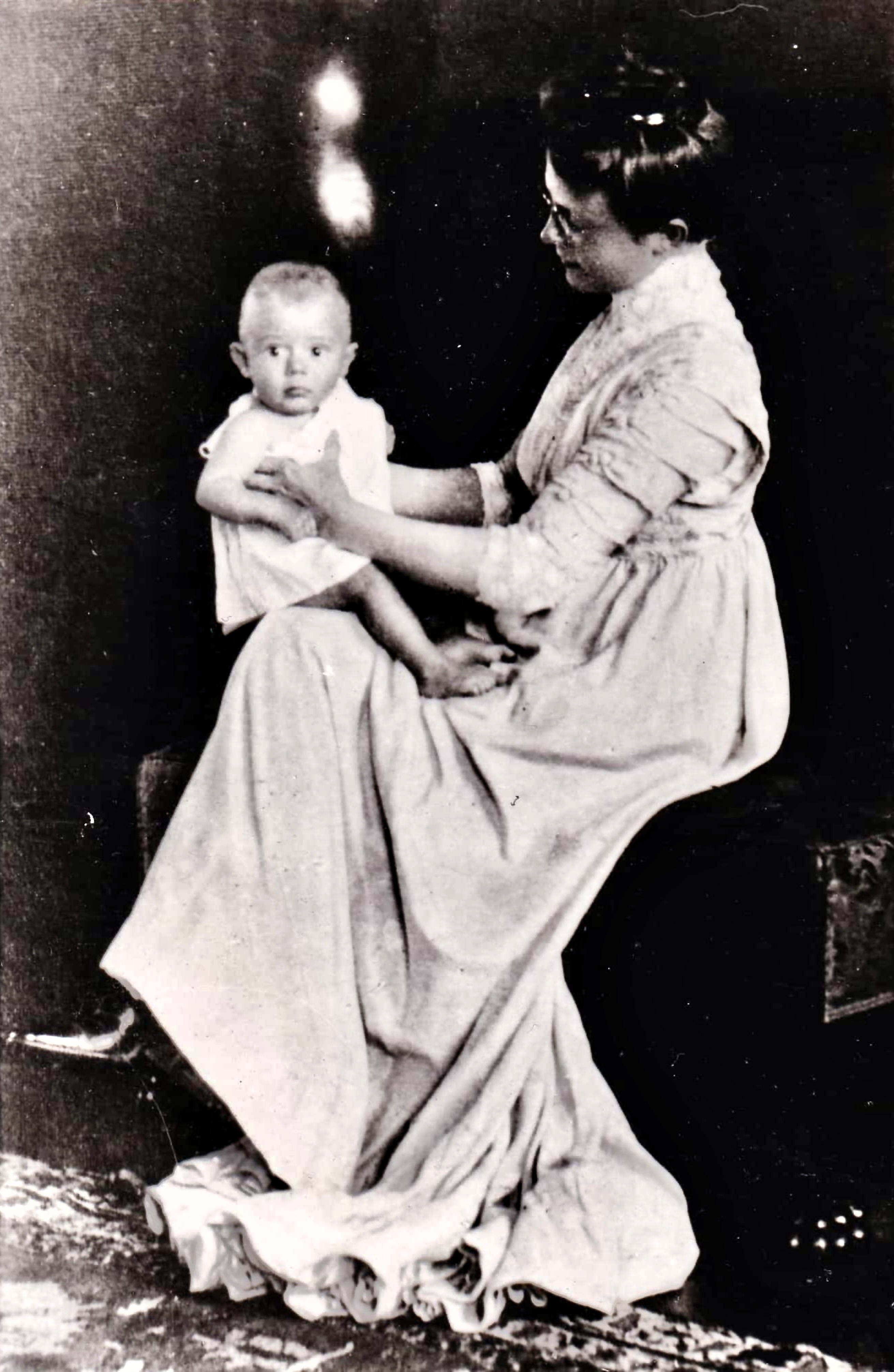
Margarete Köstlin mit ihrem dritten Kind Beate, ca. 1920

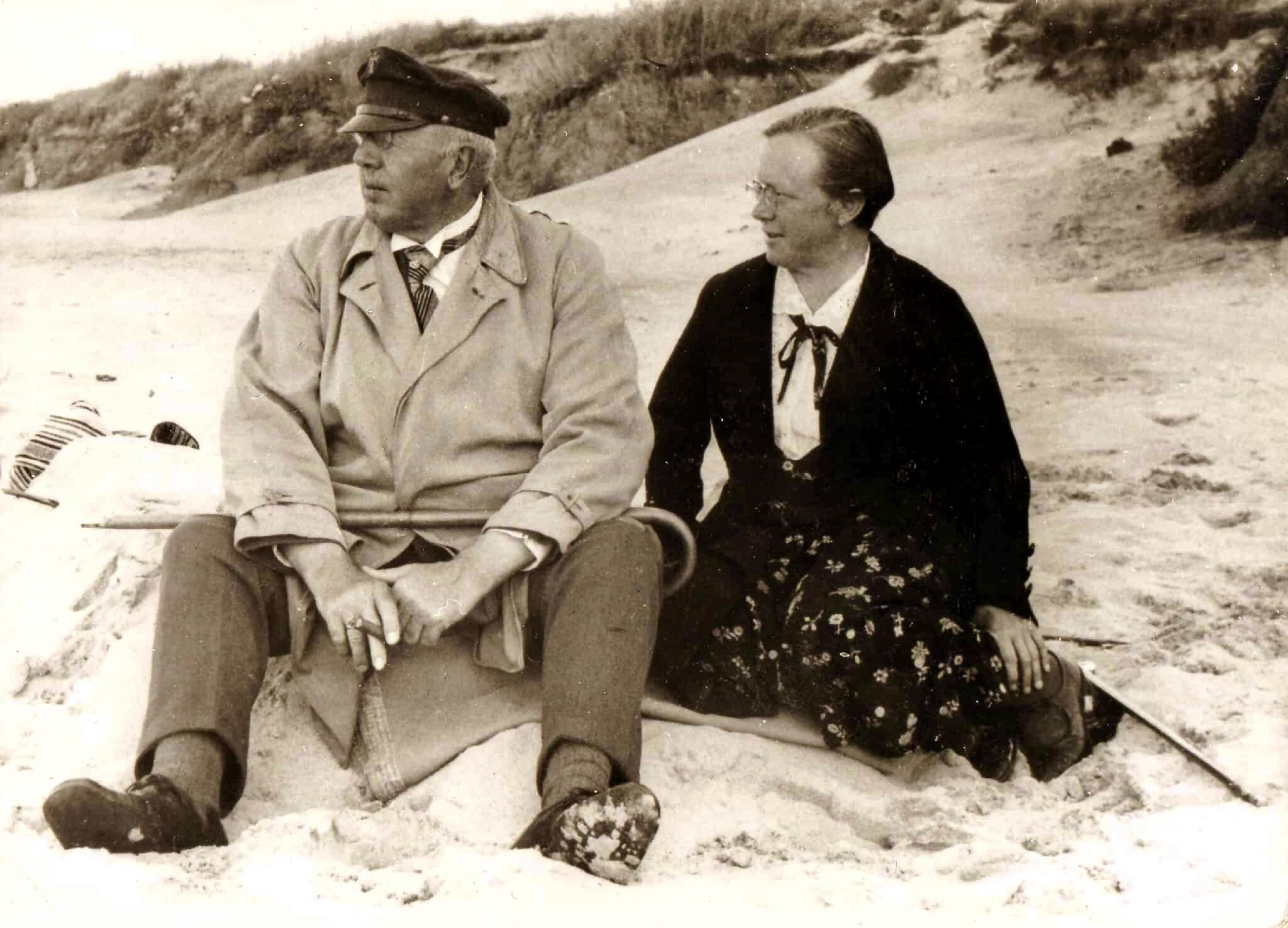
Otto und Margarete Köstlin am Strand der Ostsee in Ostpreußen, 1930er Jahre

Margarete Räntsch wurde als Tochter des Brauereidirektors Friedrich „Fritz“ Carl Leopold Räntsch (7. Oktober 1844 – 26. Oktober 1891) und dessen späterer Ehefrau Agnes, geborene Donner (* 26. Dezember 1855). In großbürgerlichen Verhältnissen geboren – sie wurde streng, aber liberal erzogen – erlernte sie früh das Klavierspiel, das sie gut zu beherrschen wusste. Sie hatte vier jüngeren Geschwister, Fritz Gustav Paul, geboren am 1. Januar 1883, Carl Louis Adolf (* 14. Juli 1887), Elisabeth Maria Johanna (* 13. März 1890) und Waldemar (* 12. Januar 1892). Der Vater starb früh im Alter von 47 Jahren, als Margarete zehn Jahre alt war, ein einschneidendes Erlebnis in ihrer Kindheit. Ein Vierteljahr nach dem Tod des Vaters wurde noch ein Baby geboren: Waldemar, der aber schon im Alter von fünfeinhalb Monaten verstarb.
Kurz vor seinem Tod hatte der Vater noch für 200.000 Mk die Restauration Auf dem Kynast, ein direkt am Ufer des Schlachtensees gelegenes Ausflugslokal, erworben. Nach umfangreicher Erweiterung für 1000 Gäste ausgelegt, eröffnete er es als Schloss Schlachtensee neu, erweiterte es durch Nebengebäude und Terrassen für 2000 Gäste. Nach dem Tod des Vaters blieb das Lokal im Besitz der Stiefmutter, die es dann aber sukzessive an Dritte verpachtete, darunter auch an ihren Schwager.
Nach ihrem Studium heiratete Margarete Räntsch 1908 den aus Treherz in Württemberg stammenden Landwirt Otto Köstlin (1871–1945) und ließ sich mit diesem in Quarnbek bei Kiel nieder. Aus der Ehe gingen drei Kinder hervor: Ulrich (* 1907), Elisabeth (* 1909) und Beate (* 1919), letztere auf dem Gut Wargenau in Ostpreußen geboren. Margarete Köstlin-Räntsch war mit dem Reichsbankpräsidenten Hjalmar Schacht verwandt. Dieser übernahm zusammen mit seiner Ehefrau Luise die Patenschaft für die jüngste Tochter Beate. Die Kinder wurden gleichberechtigt erzogen und früh aufgeklärt. Die beiden Töchter durften alles, was auch der Sohn durfte, während Mädchen im gesellschaftlichen Umfeld viel mehr Verbote und Benimmregeln auferlegt waren als Jungen. Über Sexualität sprachen die Eltern mit ihren drei Kindern offen, schickten sie auf reformpädagogische Landerziehungsheime wie die 1925 von Martin Luserke gegründete Schule am Meer auf der Nordseeinsel Juist oder die Odenwaldschule und per Schüleraustausch ins Ausland. Margarete Räntsch legte großen Wert darauf, dass die Mädchen ungeachtet ihrer späteren Berufstätigkeit oder möglicher Hausangestellter den Haushalt „aus dem Effeff“ beherrschten. Nur so seien sie die „Seele vons Janze“ (berlinisch für: Seele des Ganzen) und könnten alles bestens organisieren.
Im Jahr 1917 erwarb die junge Familie ein 1800 Morgen (450 ha) Land umfassendes Gut in Wargenau (heute: Malinowka) bei Cranz in Ostpreußen. Das Gutshaus lag in einem ausgedehnten Park, hinter dem Haus befand sich ein großer Garten mit Apfelbäumen. Vom Zeitpunkt des Umzuges nach Ostpreußen an war Margarete Köstlin-Räntsch nicht mehr erwerbstätig. Ganz wollte sie aber nicht auf die Medizin verzichten und hatte dies ihrem Ehemann als Bedingung für eine Ehe genannt. Sie übernahm daher neben der gesamten kaufmännischen Verwaltung des Gutes auch die medizinische Versorgung ihrer eigenen Familie und der vielen Gutsangestellten, die 24 Familien umfassten.
Das Gutshaus wurde früh mit Elektrizität, Telefon und Spültoiletten ausgestattet. Als Sohn Ulrich in Königsberg Jura studierte, durfte er so viele Kommilitonen auf das Gut einladen, wie untergebracht werden konnten. Legte die Marine vor Cranz an, kamen immer junge Marineoffiziere zu Besuch. Dann wurde zu Schellackplatten vom Grammophon getanzt. Margarete Köstlin-Räntsch und ihr Mann erlaubten es 1932, dass zwei junge Männer von einem abgeernteten Feld des Gutes aus Rundflüge über Ostpreußen anboten und durchführten. Ihre jüngste Tochter, Beate, erhielt dadurch während ihrer Schulferien neben der Versorgung der Piloten nicht nur die Gelegenheit, auf einem frei gebliebenen Sitzplatz kostenfrei mitzufliegen. Sie bekam auch den wohl intensivsten Anreiz, ihren seit dem Alter von acht Jahren verfolgten Traum vom Fliegen in die Realität umzusetzen.
Im Sommer 1945 wurde das Ehepaar in Wargenau von Soldaten der Roten Armee ermordet. Ihre erwachsenen Kinder erfuhren das erst Jahre später.

## Schule und Ausbildung
Margarete Räntsch besuchte zunächst eine Höhere Töchterschule, lernte Latein und Altgriechisch. Da es seinerzeit keine staatlich organisierten Angebote für Mädchen gab, die Schullaufbahn bis zum Reifezeugnis (Abitur) fortzusetzen, nahm sie nach ihrem Schulbesuch an einem der von Helene Lange geleiteten privat finanzierten Gymnasialkurse teil. Dies befähigte sie, im Sommer 1901 am Königlichen Luisengymnasium zu Berlin die Maturitätsprüfung abzulegen.
Sie entschloss sich, Humanmedizin zu studieren und schrieb sich an der Albert-Ludwigs-Universität zu Freiburg ein. Nach dem zweiten Semester wechselte sie für jeweils zwei weitere Semester an die Ludwig-Maximilians-Universität nach München und später an die Friedrich-Wilhelms-Universität zu Berlin, wo sie zum Ende des Wintersemesters 1903/04 die ärztliche Vorprüfung bestand. Um sich in Würzburg an der Universität immatrikulieren zu dürfen, musste sich Margarete Räntsch dort jedoch zunächst für zwei Semester als Gasthörerin einschreiben. Schließlich studierte sie für vier Semester an der Julius-Maximilians-Universität in Würzburg und war zusammen mit Grete Ehrenberg und Barbara Heffner eine der drei ersten Studentinnen dieser Universität. Im Winter 1906 bestand sie dort die ärztliche Prüfung. Am 21. Dezember 1906 erhielt sie ihre Approbation.
Anfang Januar 1907 erhielt sie die Zulassung zum praktischen Jahr. Räntsch ist die erste Frau, deren Dissertation im November/Dezember 1907 an der medizinischen Fakultät der Universität Würzburg zugelassen wurde. 1908 schloss sie ihr Studium mit der Promotion bei Karl Bernhard Lehmann ab. Ihre Dissertation trägt den Titel „Untersuchungen über die Glätte von Kleiderstoffen“.

## Beruf
Margarete Räntsch ließ sich 1908 in Quarnbek bei Kiel als Ärztin nieder. Später war sie bis etwa 1917 im 1906 gegründeten Heinrich-Kinderhospital (Hei-Ki-Ho) in Kiel am Lorentzendamm 8/10 (heute: Universitäts-Kinderklinik Kiel) tätig, zu dem sie morgens und abends jeweils rund 25 Kilometer Wegstrecke mit Pferd und Wagen zurücklegen musste.

## Ehrung
Margarete Räntsch wird in der Stadt Würzburg durch eine Gedenktafel geehrt.